# San Miguel del Camino
San Miguel del Camino es una localidad española, perteneciente al municipio de Valverde de la Virgen, en la provincia de León y la comarca de Tierra de León, en la Comunidad Autónoma de Castilla y León. 
Situado sobre el arroyo del Valle de San Miguel, que da sus aguas al arroyo de la Oncina, afluente del río Esla.
Los terrenos de San Miguel del Camino limitan con los de Montejos del Camino al norte, Valverde de la Virgen al noreste, La Aldea de la Valdoncina y Fresno del Camino al este, Oncina de la Valdoncina, al sureste, Robledo de la Valdoncina y Chozas de Arriba al sur, Villadangos del Páramo y Celadilla del Páramo al suroeste, Velilla de la Reina al oeste y Villanueva de Carrizo y Cimanes del Tejar al noroeste.
En él se encuentran ubicadas las instalaciones del más prestigioso campo de golf de la provincia, el León club de golf, en cuyas instalaciones se celebró en el año 1999 el campeonato de España de campo a través y en el año 2004 albergó una prueba del Peugeot Tour de España.
Por esta población transcurre el Camino de Santiago, en ella existió un hospital de peregrinos desde el siglo XII y cobijó en su iglesia parroquial una imagen de Santiago del siglo XV hasta su traslado a la capital de la provincia. En la actualidad encontramos un albergue de peregrinos.
Perteneció a la antigua Hermandad de Valdoncina.